# Pràctiques restauratives

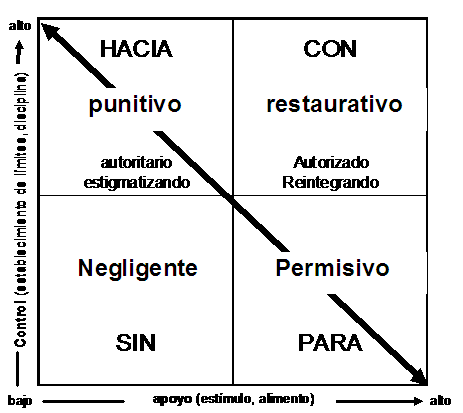
Justícia restaurativa.

Les pràctiques restauratives són un conjunt de respostes que ens permeten detectar, prevenir i resoldre conflictes succeïts entre les persones afectades per aquests, per tal de millorar la convivència. La ciència social de les pràctiques restauratives comprèn la investigació i la pràctica en diversos àmbits, tal com l'educació, la família, el treball, l'assessorament, la justícia penal, treball social i gestió organitzativa.
Les pràctiques restauratives s'apliquen a qualsevol grup de persones que estiguin interessats a millorar la seva convivència i les seves relacions interpersonals. És un procés mitjançant el qual totes les parts mostren un interès a resoldre un conflicte de manera col·lectiva, ja que han d'estar oberts al diàleg, tindre una actitud participativa i fer front a les conseqüències que se l'hi derivin.
Aquestes pràctiques ens permetran reforçar valors, com ara la igualtat en tots els integrants, l'escolta, la seguretat, la confiança, la responsabilitat compartida de la gestió del conflicte i la convivència mitjançant les connexions afectives.
La hipòtesi fonamental de les pràctiques restaurativa és senzilla: els éssers humans són més feliços, més cooperatius, més productius i tenen una probabilitat major de fer canvis positius en el seu comportament quan les persones en l'autoritat fan coses amb ells, en lloc de contra ells o per a ells.
Les pràctiques restauratives es basen en la justícia restaurativa.

## Justícia restaurativa.
La justícia restaurativa es va iniciar a la dècada dels 70. És un procés que involucra a aquelles persones que mostrin un interès en una ofensa particular. Es basa a identificar i atendre els danys de forma col·lectiva, per tractar les conseqüències i les implicacions que suposa un conflicte. Lluita per la reintegració social, la reconciliació i la reparació individual i col·lectiva per part de la víctima i l'ofensor.
Té moltes arrels històriques, als anys 70 apareix com una forma de mediació entre víctimes i delinqüents. En la dècada dels 90, s'inclouen comunitats de suport, que compta amb la participació dels familiars, amics i agressors.
Assumeix que no només la víctima és afectada per l'ofensa, sinó que l'ofensor i la comunitat també. Per tant, la justícia restaurativa és concebuda com un model triangular on la víctima-ofensor-comunitat són els protagonistes.
Consisteix en un procés d'humanització, amb el fi d'atendre les necessitats i interessos de les parts. Té com a finalitat lluitar per modificar la posició de l'ofensor respecte l'acció realitzada; fer que rectifiqui aquesta posició mitjançant la comprensió, que assumeixi les responsabilitats que li pertoquen a causa d'aquest dany i evitar la seva reincidència delictiva. Busca promoure el benestar de tots.
La justícia restaurativa es duu a terme mitjançant un procés restauratiu. Aquest fa referència a qualsevol procés en què les parts afectades; sigui l'ofensor, la víctima o els membres de la comunitat, participen conjuntament i activament en la resolució dels problemes derivats del delicte, generalment amb l'ajuda d'un facilitador. Per tant, en la justícia restaurativa és primordial el diàleg, amb la finalitat d'aconseguir la reparació del dany. Hi ha una sèrie de preguntes vitals dins d'aquest diàleg, que giren entorn l'afectació i els models de restauració: "Quin és el dany?, Què s'ha de fer per reparar-ho?, Qui és el responsable?". S'ha de donar protagonisme a les víctimes, als ofensors i a la comunitat per tal de poder resoldre el conflicte. Així  les víctimes podran expressar els seus sentiments de forma directa i personal, els ofensors faran que siguin més conscients del dany i assumir-ne la responsabilitat i la comunitat tindrà el paper de prendre responsabilitats pel benestar de tots els membres de la comunitat.
La justícia restaurativa va començar a desenvolupar-se a partir de la necessitat de donar resposta a tres problemes: A l'abandonament que experimenta la víctima per part del procés penal en ser reduït a un rol testificat i al mal causat que aquest procés pot ocasionar al no respectar el temps ni respondre de manera òptima les seves necessitats. El segon problema fa referència al qüestionament cap al sistema penal i els instruments de control en terminis del seu rol preventiu i resocialització de l'ofensor. Finalment, per la limitació del sistema penal tradicional per donar resposta a conflictes de la realitat, tant socials com culturals, involucrant als membres de la comunitat.
L'accés a la justícia restaurativa és desigual, ja que no existeix una oferta universal de pràctiques restauratives.

### 3 principis bàsics de la justícia restaurativa
Zher (2008) parla de 3 pilars de la justícia restaurativa: Atenció als danys i a les necessitats, les obligacions i el compromís o la participació.
Aquests principis ens aporten una concepció més operativa per entendre el model de la justícia restaurativa.
La justícia restaurativa privilegia formes consensuades, participatives i inclusives de l'administració en el conflicte, en un espai en què s'incentivi el diàleg.

#### Atenció als danys i a les necessitats.
La justícia restaurativa concep el concepte delicte, com un dany ocasionat a les persones i a la comunitat. Zher (2008) considera que en centrar-se en el fet que els ofensors obtinguin el càstig corresponent, el sistema legal col·loca a les víctimes en un segon pla; centrar-se en els danys, implica una preocupació per les víctimes i les seves necessitats. Procura reparar el dany en la mesura possible, de manera simbòlica o concreta.
Aquesta concepció que té la justícia restaurativa de la preocupació per les víctimes, implica que encara que no s'hagi identificat cap ofensor, s'ocupi igualment de les necessitats de les víctimes.
Encara que la principal preocupació sigui els danys que pateixen les víctimes, per centrar-se en la idea general de dany, implica també preocupar-nos pel dany que pateixen els ofensors i la comunitat. Cal conèixer les causes que van portar al delicte.

#### Les obligacions.
S'ha d'insistir als ofensors a complir amb les seves obligacions per la reparació dels danys. És primordial que l'ofensor sigui conscient de les conseqüències de les seves accions i se'n responsabilitzi.
L'acte de responsabilització per a la justícia restaurativa, dona pas i habilita el compromís de la persona a la reparació dels danys. El sistema legal considera que en la pràctica, les atribucions de les responsabilitats consisteixen a aplicar el càstig corresponent, però si el delicte té a veure de manera directa amb el dany, s'ha d'ajudar els ofensors a comprendre el dany que han ocasionat.
Les obligacions li corresponen de manera més directa a l'ofensor, però la societat i la comunitat també tenen obligacions, seran qui acceptaran les obligacions per la víctima i per l'ofensor.

#### El compromís o la participació.
Aquest principi permet que les víctimes, ofensors i membres de la comunitat, participin activament a compartir les seves experiències per poder construir mesures per atendre les necessitats de les víctimes. Cadascuna de les parts ha de tenir informació de les altres persones i han de tenir participació i respecte al procés de decidir el que és necessari per fer justícia. Això pot desencadenar a un diàleg directe entre les parts.

## Tipus de pràctiques restauratives.

### Conversa restaurativa.
Aquest tipus de pràctica restaurativa consisteix en una reunió breu i informal entre les dues persones implicades, on es fixa un acord verbal sobre aspectes per millorar la seva relació.
També serveix perquè la persona que ha comès un acte o una determinada conducta prengui consciència i reflexioni sobre els seus propis actes, expressi les seves motivacions i entengui la conseqüència que aquesta conducta ha tingut sobre l'altra persona. D'aquesta manera s'arriba a alternatives i solucions dels conflictes on se satisfà les necessitats de les dues parts implicades.

### Diàleg restauratiu. (Mediació informal)
Són trobades on es dialoga. Es realitzen de forma informal, sense passos previs definits i són realitzats en un espai de temps reduït, on les persones que han tingut el conflicte poden dialogar de manera restaurativa.
L'objectiu d'aquesta mediació és aconseguir una restauració de la relació entre les persones implicades, a través de preguntes que es realitzen alternativament per entendre els diferents punts de vista. D'aquesta manera la resolució del conflicte pot ser conjunta.

### Cercles de diàleg.
Els cercles de diàleg són bàsics per realitzar un diàleg de forma restaurativa i crear un bon clima de comunitat entre les persones participants. Aquests cercles es poden portar a terme de diferent manera segons l'objectiu que es vulgui aconseguir.
Quan es realitza un cercle de diàleg els participants seuen formant un cercle on segueixen unes normes establertes. Durant aquesta pràctica les persones que participen es passen un objecte el qual atorga el torn de paraula i la resta mantenen una postura de respecte i escolta activa cap a la persona que parla, esperant al seu torn. En el cas que un participant vulgui passar l'objecte sense parlar es respectarà la seva postura.
Tots els integrants del grup del cercle de diàleg participen en un pla d'igualtat, per tant, es fomenta la participació, l'autoconfiança i l'empatia. D'altra banda contribueix a crear relacions socials de confiança i  l'experimentació d'experiències socials, ja que es crea un escenari segur, on els participants contribueixen als processos d'aprenentatge millorant el clima de convivència.

### Reunions restauratives.

#### Cercles restauratius.
Els cercles restauratius posseeixen la presència directa amb la comunitat, la víctima i ofensor. Promouen la confrontació de les persones afectades i la possibilitat de rendició de comptes, a causa dels seus actes. Tenen com a missió restaurar les relacions i resoldre els conflictes mitjançant el diàleg. Arriben a un acord conjuntament amb l'ajuda del coordinador/a. Un cercle de diàleg és una trobada circular que permet la participació de qualsevol persona involucrada en el delicte directament o indirectament.
L'objectiu d'aquests cercles restauratius és donar veu a tots els membres de la comunitat i construir relacions de confiança. És fonamental respectar el torn de paraula, per tal que tothom pugui ser escoltat.
El cercle restauratiu passa per tres fases: La primera fase és la compressió mútua. En aquesta fase cada persona és escoltada i parla sobre el conflicte. Poden parlar sobre com se senten i així facilitar la comprensió de les altres persones. La segona fase és la responsabilitat mútua, on cada persona expressa que pensava i què volia aconseguir quan van succeir els fets. La tercera fase són els acords. Parlen sobre allò que volen que succeeixi a partir d'aquest moment.
Aquests procediments de restauració segueixen un itinerari predeterminat que es divideix en tres etapes: el pre-cercle; que és la preparació de la trobada, el cercle; el moment de realització de la trobada i finalment, el post-cercle; on hi ha el seguiment de les decisions adaptades en els moments anteriors.

#### Mediació.
La mediació és una eina de la justícia restaurativa que regula els conflictes, totalment oberts a les diferents interpretacions. També és una eina de diàleg molt útil a l'hora de resoldre conflictes i per a la pacificació de la societat. Per tal de resoldre aquests conflictes és necessari que compleixi amb els propòsits que la societat busca per tal d'aconseguir la solució del conflicte i minimitzar el dany, es tindrà que duu a terme des del marc d'actuació de la justícia restaurativa. Els participants de la mediació han de poder identificar els interessos que tenen en comú, parlar sobre el crim que els afecta, compartir informació, desenvolupar per escrit d'acord amb la restitució mútuament satisfactòria i el desenvolupament d'un pla de seguiment. Es duu a terme mitjançant un o una tercera persona neutral que es posa al mig de les dues parts del conflicte per tal de facilitar els acords entre les persones invulucrades en el conflicte. Aquesta tercera persona no té cap poder més que el de la seva autoritat. Aquesta és reconeguda pels participants de la mediació.
És necessari l'obertura del diàleg per part dels participants per tal d'iniciar la mediació. El que aconsegueix la mediació és reduir la reincidència de dur a terme un altre delicte, satisfer les necessitats de les víctimes i dels agressors, per tal d'aconseguir efectes positius. El mecanisme de la mediació genera un espai institucional perquè la víctima i l'ofensor intercanviïn opinions i dialoguin sobre els diferents punts de vista per tal d'aconseguir amb l'ajuda del mediador l'objectiu principal; la solució del conflicte. Per tant, és necessari que la mediació s'orienti cap a objectius restauradors com serien la reparació del conflicte, la restitució, el perdó i la rehabilitació, que aquesta ha de contenir atenció mèdica i psicologia per les víctimes i parents de primer grau de consanguinitat.
Tal com sabem l'objectiu principal de la mediació és la solució del conflicte, però n'hi ha d'altres tal com, proporcionar o mantenir la pau entre els membres, facilitat el diàleg i entesa entre les parts, aclarir o resoldre els problemes i suavitzar els ambients hostils, proposar solucions o recomanacions alternatives que condueixin a un acord i ajudar a canviar percepcions o comportaments contradictoris.

## Pràctiques restauratives en l'educació.
Les pràctiques restauratives es donen molt dins de l'àmbit educatiu, principalment a causa de la delinqüència juvenil. Sorgeixen dels enfocaments tradicionals de la justícia restaurativa, degut a que la majoria de la comunitat escolar recolza un conjunt d'estratègies enfocades a millorar xarxes de relacions basades en la confiança, els valors i la comprensió. Requereix que totes les parts estiguin involucrades o presents durant la reconstrucció de les relacions, sense eliminar o introduir pràctiques més restrictives als estudiants que hagin provocat els danys o allunyar del centre educatiu a la víctima.
Les pràctiques restauratives dins de l'àmbit educatiu proporcionen maneres efectives i directes d'ensenyar als estudiants. Donen oportunitats als estudiants perquè comparteixin els seus sentiments, construeixin relacions i resolguin problemes. Fan que adquireixin una nova forma de pensar. Comparteixen la responsabilitat de fer de la comunitat un lloc on vulguin viure. Per tant, les pràctiques restauratives es relacionen directament amb la pretensió de contribuir a la construcció d'una societat més democràtica. Per això, es demana als centres educatius que proporcionin als alumnes experiències de convivències democràtiques, com per exemple; el debat, la reflexió conjunta, la negociació, la presa de decisions, etc.
Els centres educatius són espais privilegiats per l'aplicació de les pràctiques restauratives, i el seu instrument principal és el diàleg.
És important que dins del context escolar es porti a terme una mediació en cas que sorgeixi un problema. Aquest programa dins de l'educació suposa un esforç molt gran per part del professorat, és necessari que aquests tinguin els coneixements necessaris per afrontar les situacions que s'esdevindran.
És molt important la resolució dels conflictes, les aportacions dels diàlegs restauratius, la importància d'aprendre de forma cooperativa i les aportacions dels recursos d'ajuda entre iguals. Destacar que les aportacions de l'àmbit de la justícia a l'àmbit escolar s'ha desenvolupat de dues formes diferents en funció del país. Hi ha països que han emfatitzat l'acord amb la víctima-agressor, desenvolupant la resolució dels conflictes, com passa al Canadà i als EUA. Per altra banda hi ha altres països que se li dona molta importància a la necessitat de restaurar les relacions en la comunitat, desenvolupant els diàlegs restauratius.
Podem trobar dos nivells en els contextos escolars per aplicar aquestes pràctiques restauratives, on predomina un llenguatge afectiu que fomenta la connexió emocional i ajuda a reduir els sentiments de rebuig entre estudiants i professors o figures d'autoritat.
El primer nivell està present diàriament en les aules i entorns escolars, ja que fomenta les bones relacions i evita els conflictes. Dins de les pràctiques restauratives, en el primer nivell podem trobar els cercles de connexió, en els quals els mestres són els responsables de dirigir converses dins l'aula amb l'objectiu de millorar les relacions i fomentar l'empatia. Els cercles ajuden a reduir les discussions i permeten que tots els membres d'una classe tinguin oportunitat de parlar d'una manera ordenada, transmetent els seus pensaments. Una altra pràctica del primer nivell és la conversa restaurativa, on un/a estudiant i un/a mestre mantenen una reunió breu i informal per pactar un acord sobre com millora la seva relació.
El segon nivell de pràctiques restauratives en l'àmbit escolar se centra en situacions formals, en les quals les persones implicades aborden el conflicte amb la persona que li ha provocat el dany. Aquestes situacions es poden portar a terme en un Cercle de Resolució de Problemes, en el qual, les persones implicades discuteixen sobre l'incident, els danys causats i les accions reparadores. Les reunions anomenades acords de restauració, són pràctiques que pertanyen al segon nivell, on es fa un escrit dels acords, per tal de millorar la relació i aconseguir els resultats desitjats. Finalment, en aquest nivell trobem les Conferències de Grups Comunitaris, on s'involucren els causants del dany, les víctimes, els defensors, mestres i un facilitador. Entre tots els participants es firma un acord on queden reflectides i detallades les accions que duran a terme les persones causants del dany.
En totes les pràctiques l'agressor pot conèixer i escoltar les seves accions provocadores del dany. La resta de participants exploren l'arrel dels comportaments problemàtics i treballen per reparar el dany. Alhora restauren la comunitat i la relació, sense necessitat d'allunyar als estudiants de l'escola.

### Formació del professorat.
És necessari formar i preparar al professorat per encarar una perspectiva comunitària. Aquests i aquestes han de promoure relacions personals entre els alumnes basades en la perspectiva comunitària. També han d'adquirir estratègies per facilitar la resolució de conflictes i desenvolupar estratègies per potenciar les situacions d'intercanvi i participació. Han de prestar especial atenció a la interacció dels alumnes, han de cuidar les relacions personals amb les altres persones, i finalment, han de participar en els projectes de millora del seu centre i atendre als factors que facilitin o dificultin el canvi i la innovació en les institucions educatives.
És necessari que en el context escolar es dugui a terme un aprenentatge cooperatiu. Per tal de poder dur a terme un context cooperatiu és necessari que el professorat utilitzi un aprenentatge cooperatiu en les activitats acadèmiques i extraacadèmiques. És a dir, és important que la seva metodologia de treball es basi en la cooperació entre els companys i companyes per poder arribar a formar el grup. Així sembla que els resultats acadèmics milloren, es formen relacions d'afecte entre companys i augmenta el benestar psicològic. Cal educar de tal manera que es porti una correcta autoregulació i es desenvolupi el sentit de la responsabilitat.
El professorat ha d'incorporar la mediació i l'aprenentatge cooperatiu a la seva unitat didàctica. Ho poden fer mitjançant activitats en les quals aparegui un procés per a la resolució de conflictes, com per exemple un role-playing.
Perquè siguin possibles aquestes pràctiques restauratives en l'àmbit educatiu, ha de constar de la participació de les persones implicades i del professorat, el treball cooperatiu, l'autonomia i la iniciativa en la presa de decisions sobre canvis que volen adoptar, una major disposició per a resoldre problemes i una comunitat oberta on tots se sentin escoltats.

## Què fer perquè les pràctiques restauratives siguin òptimes.
Segons Ted Wachtel, el president de l'Institut Internacional de Pràctiques Restauratives, per tal que les pràctiques restauratives siguin òptimes i canviïn el comportament dels agressors, s'ha de fer el següent:
- Conscienciar: Es realitzen preguntes a la víctima per conscienciar-lo sobre el dany causat.

- Evitar renys: Quan el victimari és exposat als sentiments dels altres i veu que les víctimes han sigut afectades per culpa seva, senten empatia. Però quan són renyats reaccionen d'una manera defensiva, principalment perquè se senten víctimes i no se n'adonen dels sentiments dels altres.

- Involucrar als agressors activament: És necessari que els victimaris parlin. Han d'escoltar a les víctimes. Els agressors ajuden a decidir com s'ha de reparar el dany i han de mantenir aquest compromís. Tenen un paper actiu en el procés restauratiu i per tant, assumeixen responsabilitats.
- Acceptar l'ambigüitat: De vegades, un conflicte entre dues persones la culpa no es pot atribuir clarament a un d'ells, i llavors hem d'acceptar l'ambigüitat. En privat, abans d'iniciar algun tipus de pràctica restaurativa, s'ha d'animar als subjectes perquè assumeixin tota la seva pròpia responsabilitat. Mentre tots estiguin informats sobre l'ambigüitat de la situació, la decisió per procedir a la intervenció restaurativa recau en els participants.
- Separar l'acte de la persona que realitza l'acte.
- Veure cada instància de mal comportament i conflicte com una oportunitat per aprendre: els mediadors, entre d'altres, tenen l'oportunitat de modelar i ensenyar. Poden transformar incidents negatius en un esdeveniment constructiu.

## Pràctiques restauratives a Colòmbia.
La justícia restaurativa a Colòmbia és recent. La justícia restaurativa va amplificar l'objectiu del procés penal, ja que va brindar per la possibilitat de donar-li un resultat restauratiu, en què les parts participin en la solució del conflicte atenent les seves necessitats. Té una evolució marcada per la necessitat de transformar de manera més eficaç les normes i institucions del país com una resposta als reptes propis dels conflictes socials. Va ser adoptada en el Codi de Procediment Penal que es va aprovar l'any 2005. Pot fins i tot situar una part de la seva terminologia en l'anomenada Llei 975 de Justícia i Pau, que va donar marc al procés de pau amb els grups paramilitars, avui vigent.
La justícia restaurativa a Colòmbia involucra a la comunitat en general, ja que considera que amb el delicte s'infringeixen els llaços que comuniquen al subjecte com un ésser social. Per tant, es reconeix que els infractors danyen a les víctimes, comunitats i a ells mateixos. Va aconseguir un canvi en les relacions de poder, modificant l'espectre de la justícia penal; ja no està enfocada al càstig, sinó que està enfocada a la protecció de la víctima i la reconciliació social.

### Constitució del 1991.
L'arribada de la constitució va suposar una reconstrucció al concepte general de justícia, i a més a més, va tenir un gran impacte en l'evolució dels principis de justícia restaurativa a Colòmbia.
La constitució del 1991, va ser una oportunitat de canvi cap a un model més modern, que va estructurar la finalitat de la norma com un element indispensable per aconseguir una societat més equitativa. Aquesta constitució va redefinir Colòmbia com un estat social del dret, basat en el respecte a la dignitat humana, també ha de vetllar per la protecció de les víctimes.

### Codi de Procediment Penal.
El concepte de justícia és molt important a Colòmbia,  ja que hi ha elevats índexs d'impunitat  a causa de l'alta congestió de l'aparell judicial, causat per problemes importants amb la corrupció i un estat precari per fer complir la llei i mantenir l'ordre.
És un estat en el qual la governabilitat és escassa. El problema de la justícia, des del punt de vista del dret positiu (el dret la figura central és el jutge, els codis i normes), és un dret que encara hauria de propiciar els espais per a la recerca d'una societat més justa, no obre la possibilitat a la interacció i per tant, es torna rígid i excessivament racional per entendre els fenòmens socials i culturals subjacents a les conductes delictives i la violència en general.
En aquest sentit, el procés de la justícia ha de ser plantejat més enllà dels codis, les normes i el càstig perquè es pugui arribar a una resolució justa dels delictes, tenint en compte els problemes de fons arrelats en la cultura i amb poderoses bases estructurals econòmiques i polítiques.
Un enfocament del dret amb arrelament social es complementa amb l'enfocament del dret positiu, així ho ha entès la legislació colombiana en els seus ajustos i reformes de la llei 23 de 1991 o Llei de Justícia a Equitat, que valida mecanismes com la conciliació; la llei 906 de 2004 o Nou Codi de Procediment Penal, que inclou mecanismes de justícia restaurativa; la llei 975 o de Justícia i Pau, que encara que no és explícita buscant un enfocament de justícia restaurativa, plasma idees que podrien relacionar-la.
És important prendre en consideració un dels principis regents de l'aplicació de justícia a Colòmbia, l'article 1 de la Llei Estatutària d'Aplicació de Justícia (Llei 270 de 1996), que ens transmet que l'objectiu de la justícia a Colòmbia és mantenir i afavorir la convivència social, i en aquest sentit és apropiada la introducció de la nova forma de justícia restaurativa, que apel·la a les pràctiques de justícia comunitària i enforteix el teixit social.
En primera instància el Codi defineix la Justícia Restaurativa com tot procés en el qual la víctima i l'imputat o imputada, acusat o acusada, o el sentenciat o sentenciada, participen conjuntament de manera activa en la resolució de qüestions derivades del delicte a la recerca d'un resultat restauratiu, amb o sense la participació d'un facilitador.

### Mecanismes de la Justícia Restaurativa.
Entre els mecanismes establerts a Colòmbia per aconseguir els fins propis de la justícia restaurativa, tenim l'article 521 que senyala quins són; la conciliació pre-processal, la conciliació en l'incident de reparació integral i la mediació.

#### Conciliació pre-processal.
La conciliació és el mecanisme que es va adoptar en totes les àrees del dret com una forma de descongestionar els despatxos judicials, a més a més, d'una manera d'intentar aconseguir una ràpida solució a conflictes entre els interessats i així evitar que haguessin d'intervenir les instàncies judicials a la recerca d'una solució.
Mitjançant la conciliació, la víctima i el victimari, acorden les seves voluntats perquè d'una manera consensuada donin solució a la controvèrsia originada amb el delicte en els casos que permet la llei.
La conciliació pre-processal, és obligatòria davant els delictes de menor gravetat establerts en l'article 74 del codi penal. Els delictes de menor gravetat, són competència dels jutges municipals davant dels quals el fiscal local serà l'acusador/a. Podrà fer-se davant el fiscal, en un centre de conciliació o davant d'un conciliador o conciliadora reconegut. Si no hi ha acord, es pot exercir l'acció penal, podent acudir a la mediació durant el procés.
El fiscal citarà als subjectes a diligència de conciliació. Si hi ha acord, procedirà a arxivar les diligències. En cas contrari, exercitarà l'acció penal corresponent. Si es realitza en un centre o davant un conciliador o conciliadora reconeguts com a tals, el conciliador o conciliadora enviarà una còpia de l'acte, i el fiscal el procedirà a l'arxivament de les diligències si va ser exitosa, i en cas contrari, s'iniciarà una acció penal.
La inassistència injustificada del querellant s'entendrà com a desistiment de la seva pretensió. Si algun dels esmentats sigui incapaç d'assistir, concorrerà el seu representant legal.

#### Conciliació a l'incident de reparació integral.
La justícia restaurativa intenta reparar el dany causat pel delicte. Si és possible, aquesta reparació ha de ser realitzada per qui va causar el mal, és per això que la justícia restaurativa valora els esforços dels delinqüents per compensar el que van fer. Té un efecte re-socialitzador. És una oportunitat de reconciliació i acostament entre el delinqüent i la víctima i facilitar la reintegració del culpable.
La reparació, en el Codi, es refereix d'una banda al pagament dels perjudicis causats, el compromís de la restitució, devolució o reemplaçament d'objectes materials si això estigués involucrat en el delicte i d'altra banda, oferir serveis directes a la víctima o la comunitat.
L'Incident de Reparació Integral pot iniciar-se quan l'ofensor ha estat declarat o declarada culpable i pot ser sol·licitat per la víctima, el fiscal o el Ministeri Públic. El jutge o jutgessa que ha emès la sentència, obrirà immediatament l'Incident de Reparació Integral dels danys causats amb la conducta criminal, i convocarà audiència pública en els dies següents. El jutge o la jutgessa pot rebutjar o acceptar la petició de reparació. La rebutjarà si qui la promou no és víctima directa o té com a única pretensió el rescabalament econòmic. Si s'admet la proposta de reparació per part del delinqüent, el jutge o la jutgessa oferirà la possibilitat d'una conciliació i si aquesta és acceptada, donarà per finalitzat l'incident i incorporarà l'acord a la sentència. En cas contrari el jutge o la jutgessa fixarà data per a una nova audiència dins dels vuit dies següents per intentar novament la conciliació.

#### Mediació.
La mediació és necessàriament processal, a diferència de la conciliació que pot ser pre-processal.
La mediació és un mecanisme per mitjà del qual un tercer o una tercera neutral facilita l'intercanvi d'opinions entre víctima i acusat/da perquè confrontin els seus punts de vista i, amb l'ajuda del tercer o tercera aconseguir solucionar el conflicte. La participació de la víctima és voluntària. El mediador no imposa un resultat específic.
La mediació es pot referir a la reparació del dany, la restitució dels perjudicis causats, la realització o abstenció de determinada conducta,  la prestació de serveis a la comunitat o a demanar perdó.